# Xã Michigan, Quận LaPorte, Indiana
Xã Michigan (tiếng Anh: Michigan Township) là một xã thuộc quận LaPorte, tiểu bang Indiana, Hoa Kỳ. Năm 2010, dân số của xã này là 27.522 người.